# ميخائيل دين (طاهي)
ميخائيل دين (بالإنجليزية: Michael Deane)‏ هو طاهي بريطاني، ولد في 19 مارس 1961 في ليسبورن في المملكة المتحدة.